# Polydesmus armatus
Polydesmus armatus är en mångfotingart som beskrevs av Harger 1872. Polydesmus armatus ingår i släktet Polydesmus och familjen plattdubbelfotingar. Inga underarter finns listade i Catalogue of Life.